# Zee Cine Award/Bester Film
Der Zee Cine Award Best Film ist eine Kategorie des indischen Filmpreises Zee Cine Award.
Der Zee Cine Award Best Film wird von der indischen Öffentlichkeit gewählt. Die Gewinner werden jeden März bekannt gegeben. 
Liste der Gewinner:
| Jahr | Film                     | Deutscher Titel                                      | Produzent                                          |
| ---- | ------------------------ | ---------------------------------------------------- | -------------------------------------------------- |
| 1998 | Dil To Pagal Hai         | Dil To Pagal Hai – Mein Herz spielt verrückt         | Yash Chopra                                        |
| 1999 | Kuch Kuch Hota Hai       | Kuch Kuch Hota Hai – Und ganz plötzlich ist es Liebe | Yash Johar                                         |
| 2000 | Hum Dil De Chuke Sanam   | Ich gab Dir mein Herz, Geliebter                     | Sanjay Leela Bhansali                              |
| 2001 | Kaho Naa… Pyaar Hai      | Kaho Naa ... Pyaar Hai – Liebe aus heiterem Himmel   | Rakesh Roshan                                      |
| 2002 | Lagaan                   | Lagaan – Es war einmal in Indien                     | Aamir Khan                                         |
| 2003 | Devdas                   | Devdas – Flamme unserer Liebe                        | Bharat Shah                                        |
| 2004 | Koi Mil Gaya             | Sternenkind – Koi Mil Gaya                           | Rakesh Roshan                                      |
| 2005 | Veer-Zaara               | Veer und Zaara – Die Legende einer Liebe             | Yash Chopra                                        |
| 2006 | Black                    | —                                                    | Sanjay Leela Bhansali                              |
| 2007 | Rang De Basanti          | Rang De Basanti – Die Farbe Safran                   | Rakesh Omprakash Mehra                             |
| 2008 | Chak De! India           | Chak De! India – Ein unschlagbares Team              | Yash Chopra                                        |
| 2009 | keine Verleihung         |                                                      |                                                    |
| 2010 | keine Verleihung         |                                                      |                                                    |
| 2011 | Dabangg                  | —                                                    | Arbaaz Khan                                        |
| 2012 | Zindagi Na Milegi Dobara | Man lebt nur einmal – Zindagi Na Milegi Dobara       | Zoya Akhtar                                        |
| 2013 | Barfi!                   | —                                                    | Anurag Basu, Siddharth Roy Kapur, Ronnie Screwvala |
| 2014 | Chennai Express          | Chennai Express                                      | Gauri Khan                                         |
| 2015 |                          |                                                      |                                                    |
| 2016 | Bajirao Mastani          | Bajirao & Mastani – Eine unsterbliche Liebe          | Sanjay Leela Bhansali, Kishore Lulla               |